# Judith Rothchild
Judith Rothchild, née en 1950 à Boston aux États-Unis, est une artiste américaine installée dans le Sud de la France. Elle pratique le pastel et la gravure en manière noire.

## Biographie
Judith Rothchild grandit dans le Massachusetts. Elle étudie au Sarah Lawrence College puis à l'école de design de Rhode Island d'où elle sort diplômée en 1972. Elle passe ensuite un an comme auditeur libre à l'Akademie für Angewandte Kunst à Vienne en Autriche. 
Elle s'installe dans le Midi de la France en 1974. 
Elle est représentée en France par la galerie L'Échiquier (Paris), au Royaume-Uni par Emanuel Von Baeyer (Londres) et aux États-Unis par Annex gallery (Californie), Misson gallery (Californie), Davidson Galleries (Seattle), Childs Gallery (Boston). 

## Œuvre
Le travail de Judith Rothchild s'inscrit dans le courant du réalisme américain. Ses motifs de prédilection sont les paysages, les intérieurs intimistes et les natures mortes. 

### Pastels
À partir de 1974, Judith Rothchild développe un important œuvre de pastelliste. Elle travaille uniquement sur le motif et puise ses sujets au gré de ses voyages (Mexique, Italie, Espagne…) ou dans son environnement quotidien. Ses œuvres, très réalistes, se caractérisent par une riche palette colorée et une attention accrue à la lumière. 
Depuis 2010, elle délaisse le pastel au profit exclusif de la manière noire.  

### Manière noire
Judith Rothchild a étudié la gravure durant ses études. Elle redécouvre ce médium en 1996 à la suite d'une rencontre avec Albert Woda qui l'initie à la manière noire,. Cette technique trouve un écho avec sa pratique du pastel, en particulier dans l'expression de la lumière. 
La manière noire devient progressivement son principal moyen d'expression. Ses sujets se recentrent sur les intérieurs et les natures mortes, toujours réalisés d'après nature. Son œuvre gravé (hors livre) compte en 2017 deux-cent-quatre-vingt pièces. Chaque estampe est tirée entre quinze et quarante exemplaires en moyenne[réf. souhaitée].

Dans l'atelier
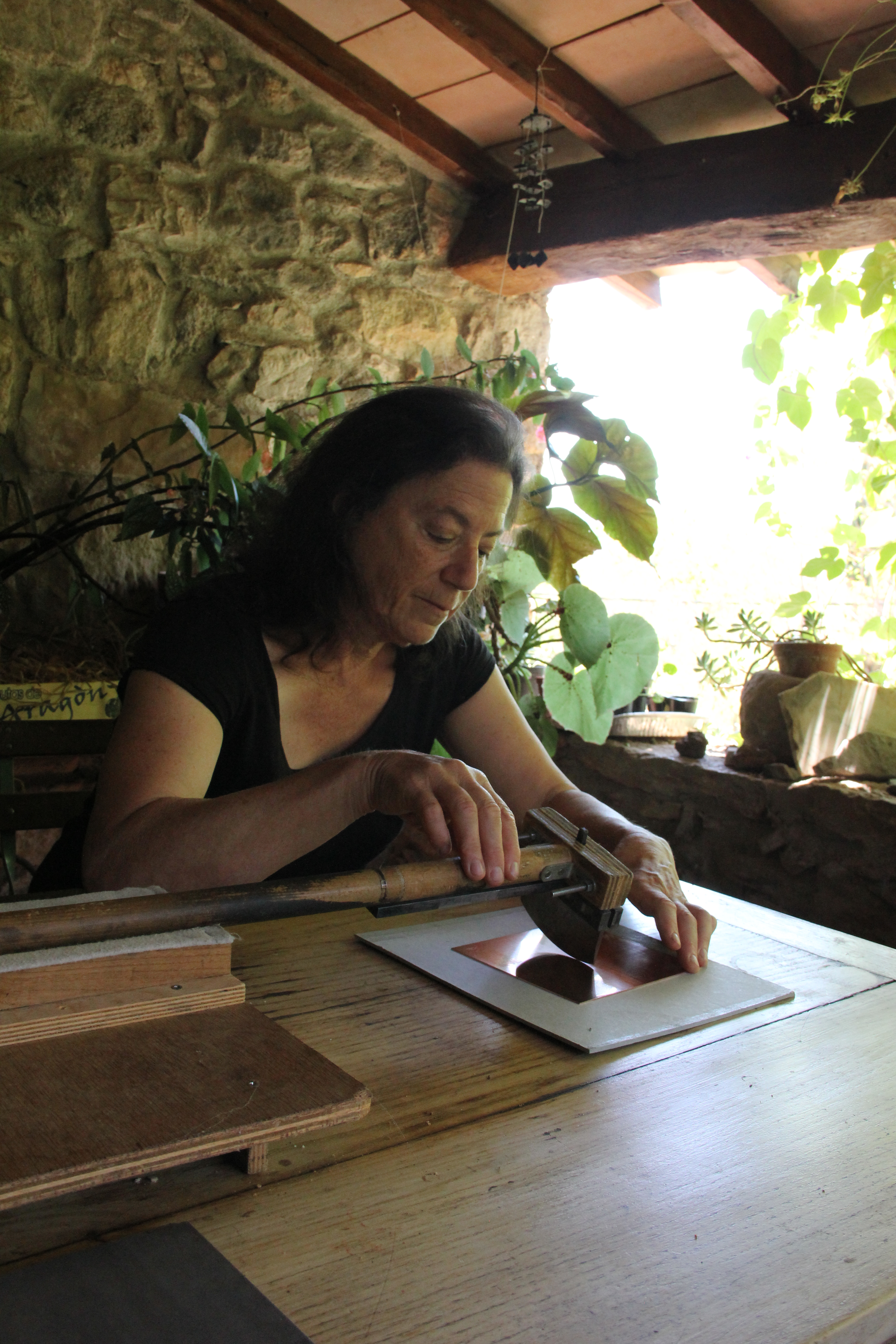
Judith Rothchild perçant une plaque de cuivre.
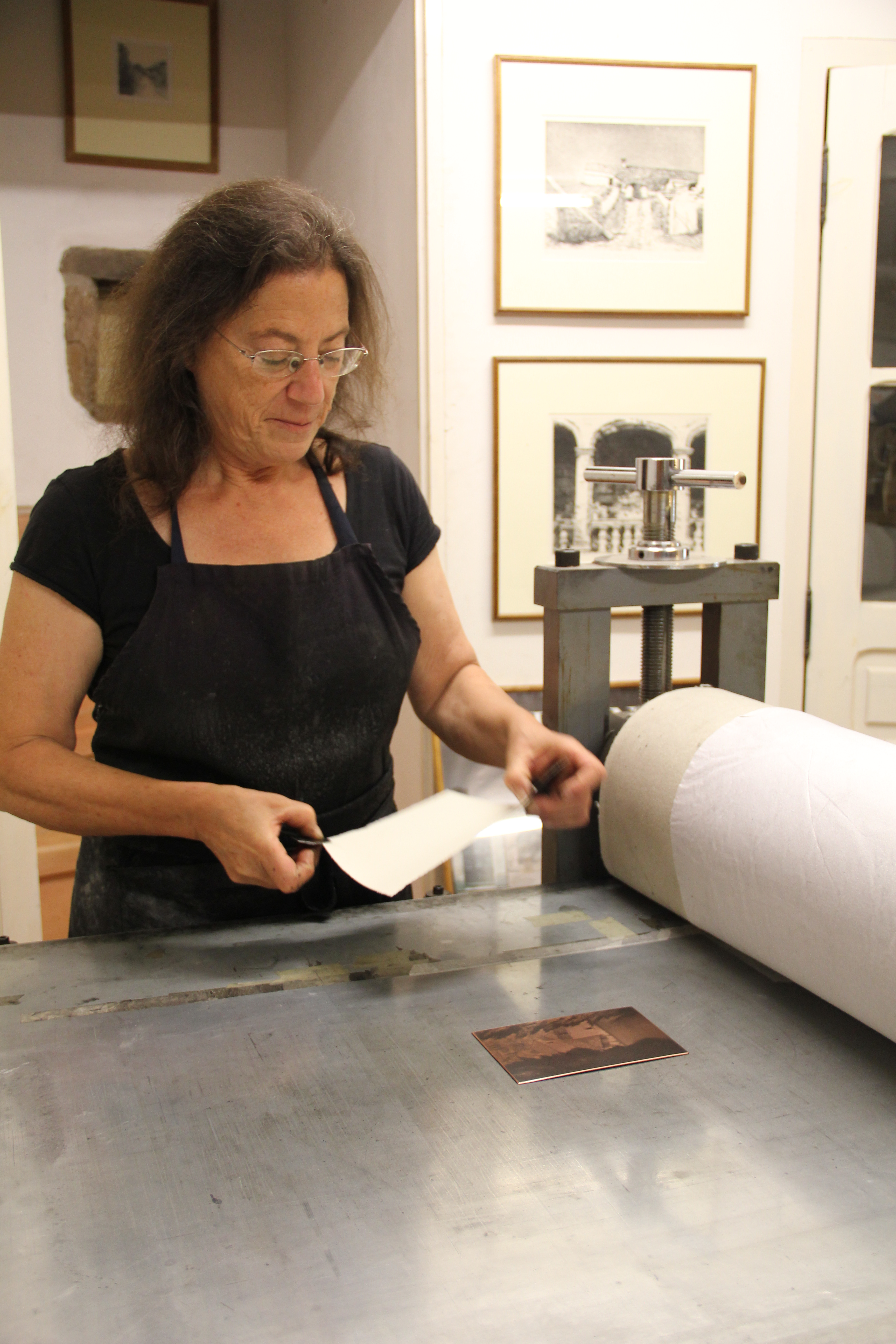
Judith Rothchild imprimant une estampe.

### Livres d'artistes
En 1997, Judith Rothchild fonde, avec son compagnon Mark Lintott, les Éditions Verdigris, pour réaliser des livres d'artiste. Mark Lintott se charge de la composition typographique (réalisée manuellement) et des reliures, tandis que Judith Rothchild grave les images en manière noire qui dialoguent avec les textes. Ces derniers sont l'œuvre d'auteurs classiques (Victor Hugo, Charles Baudelaire, Marcel Proust, Paul Valéry, Emily Dickinson) ou contemporains (Marie Rouanet, Frédéric Jacques Temple, James Sacré, Ruth Fainlight) en anglais et en français. Certains écrivains et poètes sont invités à écrire d'après les gravures de Judith Rothchild.
Les éditions Verdigris ont notamment publié :
- Charles Baudelaire, Les Plaintes d’un Icare, 1999
- Marie Rouanet, Les Jardins disparus, 2000
- Marcel Proust, Cinq moments chez Swann, 2000
- Marie Rouanet, Lichens, 2002
- Jules Verne, Tempête et Calme, 2004
- Marie Rouanet, Magie blanche, 2006
- Victor Hugo, Aux États-Unis d'Amérique, 2007
- F. J. Temple, Un jardin au bord de l'eau, 2008
- Paul Valéry, Je marchais au bord même de la mer, 2016 — Prix Jean Lurçat 2016 de l'Académie des beaux-arts
- Marie Rouanet, Les Fruits défendus, 2016
- Paul Éluard, L'Œuf cassé, 2018
- Emily Dickinson, A Spider Sewed at Night, 2020
- Ruth Fainlight, Portraits, 2021
- Elsa Koeberlé, Je feuillette les estampes, 2022

## Principales expositions
- Neuf expositions personnelles à la Francis Kyle Gallery, Londres de 1989 à 2005
- Exposition personnelle à la Fondation Taylor, Paris, en 2004
- « Peintres et Poètes. La rencontre du livre », Domaine de Mme Elisabeth, Versailles, 2006
- Northern Print, Newcastle, 2009
- Codex Fine Press Book Faire, Berkeley, Californie, en 2009, 2011, 2013, 2015 et 2017
- Exposition personnelle à la galerie L'Échiquier, Paris, en 2016
- Biennale de l'estampe au musée du dessin et de l'estampe originale de Gravelines, 2016
- Salon du Livre rare au Grand Palais en 2016 et 2017

## Collections
Les œuvres de Judith Rothchild et les livres des éditions Verdigris sont présents dans de nombreuses institutions dont la Bibliothèque nationale de France, le British Museum, la British Library, les universités Harvard, Columbia et Stanford, la Koninklijke Bibliotheek (La Haye), la bibliothèque de l'Institut de France, la fondation Calouste-Gulbenkian (Lisbonne) et la bibliothèque du Congrès (États-Unis). 

## Récompenses et distinctions
- Premier prix de la Triennale de l'Estampe, Lisle-sur-Tarn, 2009
- Prix Hasegawa, Fondation Taylor, Paris, 2010
- Prix Jean Lurçat, Académie des Beaux-Arts, Paris, 2016
- Sociétaire de la Société des peintres-graveurs français depuis 2015